# Estadi Municipal d'A Malata
L'Estadi Municipal d'A Malata és un camp de futbol de la ciutat de Ferrol, a Galícia. És propietat de l'Ajuntament de la ciutat i és on hi disputa els seus partits com a local el Racing Club de Ferrol.

## Instal·lacions
L'Estadi de Malata està ubicat en una superfície municipal de 144 806 metres quadrats situats al costat del recinte firal de Punta Arnela i la cala de Malata. El camp té unes dimensions de 105 per 68 metres i és de gespa natural, tipus Ray Grass Inglés, instal·lat al juliol de 2023. La capacitat original de l'estadi eren 12.043 espectadors, tots a cobert. L'aforament total de l'estadi s'ha vist minvat en atenció a diferents requeriments d'adequació de les instal·lacions (Plataformes VAR, noves banquetes, nova zona de premsa i TV...) situant-lo per sota dels 12.000 seients. Concretament, segons les últimes dades facilitades per la direcció esportiva (agost del 2023) és de 11.922 espectadors.

L'aforament es manté (setembre del 2023) en 10.500 espectadors, mentre les files 1 i 2 no estiguin disponibles, fins a la substitució de les tanques que impedeixen la visibilitat a les dues files, per un nou tancament perimetral.
L'estadi està equipat amb un sistema de reg mitjançant aspersors emergents, dos marcadors electrònics, vestuaris, cafeteria, oficines, zona per a ràdio, premsa i TV, tecnologia VAR, sistema de CCTV, enllumenat led, sala antidopatge, sistema contra incendis, enllumenat i megafonia d'emergència, etc... També disposa de piscina coberta climatitzada i altres instal·lacions esportives (Gimnàs, Rocòdrom, spa, estany per a caiac-pol, Parc de patinatge...) També compta amb un camp annex de 93 x 58.5 m d'herba natural i des de 2004, 2 camps de gespa artificial de futbol 7.